# 노다 아케미
노다 아케미(일본어: 野田 朱美, 1969년 10월 13일 ~ )는 일본의 은퇴한 여자 축구 선수이다.

## 국가대표팀 경력
그녀는 1984년 10월 17일 이탈리아과의 경기에서 일본 국가대표팀에 데뷔했다. 1986년과 1991년과 1995년 AFC 여자 축구 선수권 대회 준우승, 1990년과 1994년 아시안 게임 은메달 획득에 기여했으며 1991년과 1995년 FIFA 여자 월드컵, 1996년 하계 올림픽에도 출전했다. 그녀는 1996년까지 국제 A매치 76경기에 출전해서 24득점을 넣었다.

## 통계
| 일본 | 일본 | 일본 |
| 연도 | 출전 | 득점 |
| ---- | ---- | ---- |
| 1984 | 1    | 0    |
| 1985 | 0    | 0    |
| 1986 | 12   | 2    |
| 1987 | 4    | 0    |
| 1988 | 3    | 0    |
| 1989 | 7    | 1    |
| 1990 | 7    | 2    |
| 1991 | 13   | 7    |
| 1992 | 0    | 0    |
| 1993 | 4    | 0    |
| 1994 | 6    | 3    |
| 1995 | 9    | 8    |
| 1996 | 10   | 1    |
| 통산 | 76   | 24   |